# دانشگاه کوک‌مین
دانشگاه کوک‌مین (انگلیسی: Kookmin University؛‏ کره‌ای: 국민대학교؛ کی‌ام‌یو (KMU)) یک دانشگاه خصوصی تحقیقاتی است که در سال ۱۹۴۶ در سونگ‌بوک گو، سئول، کره جنوبی تأسیس شد. این دانشگاه از اهمیت تاریخی برخوردار است، زیرا توسط دولت در تبعید کره تأسیس شد و اولین دانشگاه خصوصی است که پس از آزادی جمهوری کره از ژاپن تأسیس گردید. فعال برجسته جنبش استقلال کره، کیم کو، ارتباط نزدیکی با این دانشگاه دارد. دانشگاه کوک‌مین شامل ۱۴ دانشکده دوره کارشناسی، چندین دانشکده تحصیلات تکمیلی و ۱۰ دانشکده فنی و حرفه‌ای است. این دانشگاه برنامه‌های تحصیلی، بورسیه‌ها و کنفرانس‌هایی را ارائه می‌دهد. رتبه و شهرت بین‌المللی آن در حال بهبود است.

## فارغ‌التحصیلان برجسته
- آن هیو سوپ
- بانگ اون جین
- هوان‌هی
- جو هیون یونگ
- کیم دونگ وان
- کیم گا اون
- کیم کون هی
- لی هیوری
- لی کیو هان
- لی مین وو
- لی وان
- پارک مین وو
- سون
- شین دونگ ووک
- شین سو یول
- اوم ته وونگ